# Un certo sorriso
Un certo sorriso (A Certain Smile) è un film statunitense del 1958 diretto da Jean Negulesco.